# Lac-Lapeyrère
Pour les articles homonymes, voir Lapeyrère (homonymie).
Lac-Lapeyrère est un territoire non organisé situé dans la municipalité régionale de comté de Portneuf, dans la région administrative de la Capitale-Nationale, au Québec.

## Toponymie
Son nom fait référence au passage à Québec, en 1906, du Tage, navire de guerre alors commandé par Auguste Boué de Lapeyrère (1852-1924) qui est devenu vice-amiral en 1908 et ministre français de la Marine de 1909 à 1911. M. Lapeyrère, devenu commandant en chef allié en Méditerranée en 1914, organisa le blocus de la flotte austro-hongroise en Adriatique. 
Le toponyme « Lac-Lapeyrère » a été officialisé le 13 mars 1986 au Banque des noms de lieux de la Commission de toponymie du Québec. 

## Histoire
Le territoire de Lac-Lapeyrère est constitué légalement le 1er janvier 1986, il a une superficie de 411,84 km2.

## Géographie
Ce territoire de la rive-nord du fleuve Saint-Laurent et de la rive ouest de la rivière Batiscan est situé à environ 75 kilomètres au nord-est de Shawinigan. Le territoire non organisé de Lac-Lapeyrère intègre le canton de Lapeyrère qui a été constitué en 1907. Ce canton fait partie des secteurs de la Réserve faunique de Portneuf et de la Zec Tawachiche. Le territoire est délimité à l'est par la rivière Batiscan qui y coule vers le sud. La rivière Serpentine relie le Lac Lapeyrère et le lac Robinson alimentant le lac de Travers qui se déverse dans le lac Genest dont l'émissaire est la rivière Genest(d). À partir du lac Desrochers, dans le nord-ouest, la rivière aux Eaux Mortes coule vers le sud. 
La rivière Doucet traverse la pointe nord du territoire en coulant vers le nord. À partir du lac des Épiotes, près de la limite sud, la Grande rivière Bostonnais coule vers le sud. La rivière Jeannotte traverse le nord-est le nord-est en coulant vers l'est jusqu'à sa confluence avec la rivière Batiscan.
Le territoire comporte plusieurs plans d'eau majeurs dont les lacs Garneau, de Travers, Robinson, Casgrain, Tage et Lapeyrère. 

## Démographie
Selon le recensement du Canada de 2011, aucun habitant ne vivait en permanence sur ce territoire.